# Fiori (Karpov)
Fiori è il titolo di due dipinti di Ivan Karpov. Eseguiti verso il 1950, appartengono alle collezioni d'arte della Fondazione Cariplo.

## Descrizione
Queste due nature morte sono emblematiche di un certo filone della produzione di Karpov, di nutevole successo commerciale presso la borghesia milanese ma prive di quella freschezza artistica e realizzativa reperibile invece nei paesaggi e nelle vedute invernali.